# Stigmella oritis
Stigmella oritis là một loài bướm đêm thuộc họ Nepticulidae. Nó được tìm thấy ở Himachal Pradesh in Ấn Độ.